# Miss Italia nel mondo 1999
La nona edizione di Miss Italia nel mondo si è svolta presso le Terme Berzieri di Salsomaggiore Terme il 28 agosto 1999 ed è stata condotta da Carlo Conti. Vincitrice del concorso è risultata essere l'etiope Ambra Gullà.Pianista e arrangiatore musicale Vincent Vincenzo Masini, vocal coach Sabrina Ceccarelli.

## Piazzamenti
| Risultato finale           | Concorrente                                  |
| -------------------------- | -------------------------------------------- |
| Miss Italia nel mondo 1999 | - Etiopia - Ambra Gullà                      |
| 2ª classificata            | - Lituania - Vita Anglickaité                |
| 3ª classificata            | - Slovenia - Marinka Krmac                   |
| 4ª classificata            | - Germania - Mirjam Rosenburg                |
| 5ª classificata            | - Argentina - Noelia Elizabeth di Benedectto |
| 6ª classificata            | - Stati Uniti d'America - Rosina Grosso      |

## Concorrenti[1]
01 Giappone - Elvia Kaneko
02 Guatemala - Yazmin Di Maio Bocca
03 Malta - Vanessa Mizzi
04 Australia - Lorena Mattiolo
05 Canada - Lorena Bellizzi
06 Etiopia - Ambra Gullà
07 Inghilterra - Rosetta Licchelli
08 Uruguay - Giselle Sarniguet
09 Danimarca - Katja Lucia Leoni
10 Argentina - Noelia Elizabeth Di Benedetto
11 Germania - Mirjam Rosenberg
12 Galles - Maria Michela Conte
13 Stati Uniti d'America - Rosina Groso
14 Finlandia - Cristina Moreno
15 Lussemburgo - Sandrina Santini
16 Slovenia - Mirinka Krmac
17 Algeria - Mavie Baghi
18 Filippine - Michela Ruffino
19 Scozia - Amanda Silvestri
20 Lituania - Vita Anglickaite
21 Svizzera - Tania Nocco
22 Marocco - Francesca Voltolina
23 Ecuador - Viviana Arellano Pedrazzoli
24 Perù - Carla Lucia Rincon Velit
25 Romania - Nora Mihalache Butnaru
26 Belgio - Francoise Salemi
27 Paesi Bassi - Lonneke Houppermans
28 Cile - Christianne Balmelli
29 Francia - Claudia Cavalli
30 Brasile - Lay Laine Ortolan